# Colonia San Isidro, Veracruz
Colonia San Isidro är en ort i Mexiko.   Den ligger i kommunen Paso de Ovejas och delstaten Veracruz, i den sydöstra delen av landet, 280 km öster om huvudstaden Mexico City. Colonia San Isidro ligger 39 meter över havet och antalet invånare är 150.
Terrängen runt Colonia San Isidro är lite kuperad. Runt Colonia San Isidro är det ganska tätbefolkat, med 96 invånare per kvadratkilometer. Närmaste större samhälle är Paso de Ovejas, 1,0 km sydväst om Colonia San Isidro. Trakten runt Colonia San Isidro består till största delen av jordbruksmark.